# Berlancourt (Aisne)
Pour les articles homonymes, voir Berlancourt.
Berlancourt est une commune française située dans le département de l'Aisne en région Hauts-de-France.

## Géographie

### Localisation
Berlancourt est située dans le département de l'Aisne, à vol d'oiseau à 25,2 km au nord-est de la préfecture de Laon et à 4,5 km de Marle dans la région naturelle de la Thiérache.

### Communes limitrophes
| La Neuville-Housset | Marfontaine | Voharies |
| La Neuville-Housset | Berlancourt | Voharies |
| Marle               | Thiernu     | Thiernu  |

Marcy-sous-Marle et Rougeries sont des communes voisines proches mais non limitrophes.

### Géologie et relief, hydrographie
La superficie de la commune est de 520 hectares ; son altitude varie de 105  à   156 mètres.
La commune se trouve sur un plateau légèrement ondulé, où ne coule aucun cours d'eau.
Cela se reflète dans plusieurs terrains qui, sans être bordés de collines, portent le nom de vallée : vallée de la Neuville, vallée Être, vallée du Bois, vallée Gillot, et autrefois (en 1824) vallée du Sapin, vallée aux Tilleuls, vallée Fouquet, vallée Jean-Parent, vallée de Guise, vallée Prètrière, tandis que le nom mont ne s'y trouve seulement qu'une fois en bordure de la commune : mont Gillot.

### Voies de communication et transports
Cinq routes relient Berlancourt aux communes voisines. Les accès à la RN 2 Paris - Maubeuge et à la D 946 de Guise à Montcornet sont à 2 km. L'accès à l'autoroute A26 - E17 Calais - Troyes est à 22 km.
Un service très restreint de cars (ligne de car RTA 731) dessert les mardis et vendredis (jours de marché à Marle) les villages de Berlancourt, Housset et Sons-et-Ronchères à partir de Marle.
La gare ferroviaire la plus proche est la gare de Marle à 4 km sur la ligne de La Plaine à Hirson et Anor (frontière). Les gares de Laon (28 km) et de Saint-Quentin (40 km) sont les nœuds ferroviaires les plus proches.
Les grands aéroports parisiens sont à 140 - 190 km.

### Hydrographie
La commune est située dans le bassin Seine-Normandie. Elle n'est drainée par aucun cours d'eau,.

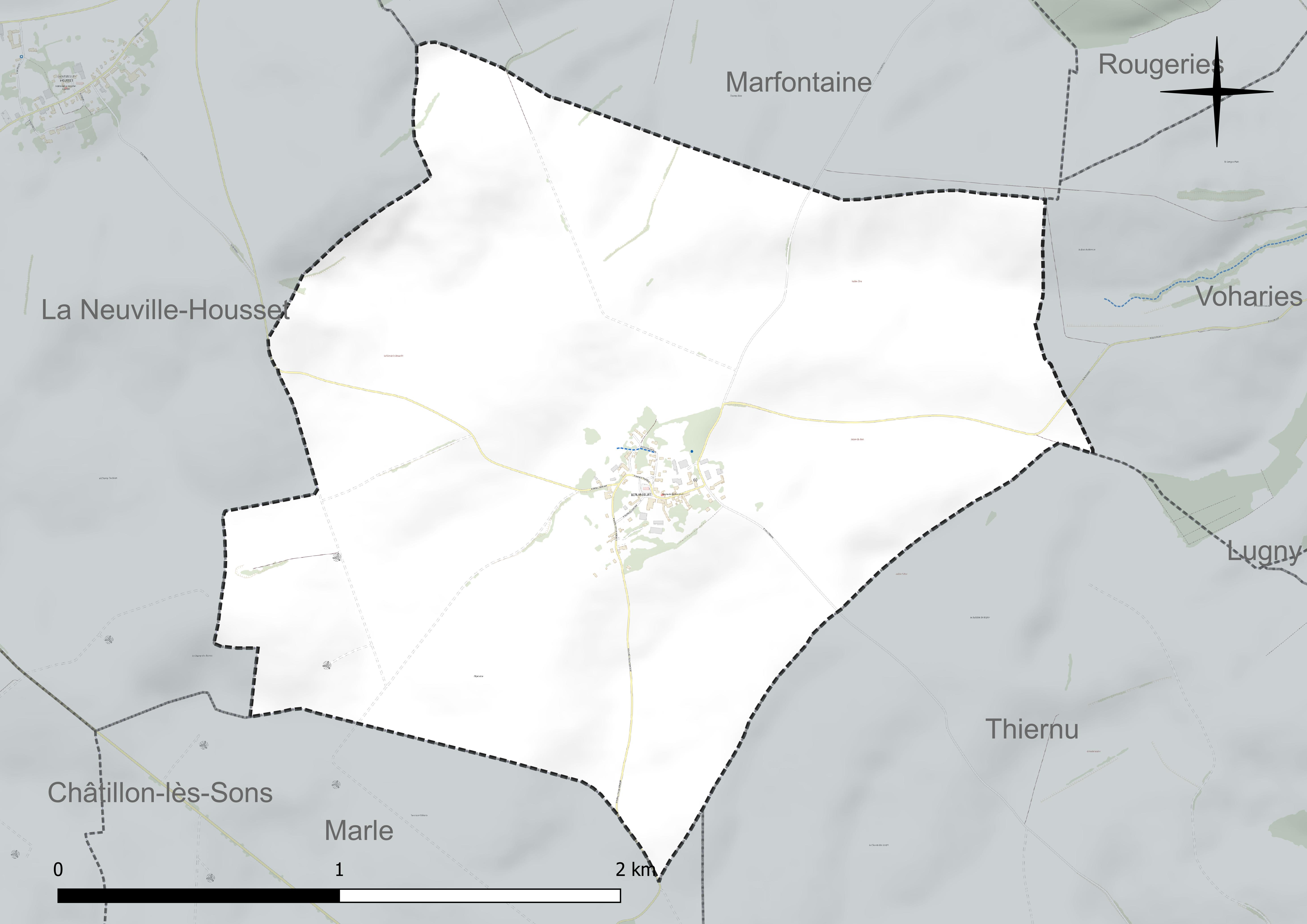
Réseau hydrographique de Berlancourt.

### Climat
Pour des articles plus généraux, voir Climat des Hauts-de-France et Climat de l'Aisne.
En 2010, le climat de la commune est de type climat océanique dégradé des plaines du Centre et du Nord, selon une étude du CNRS s'appuyant sur une série de données couvrant la période 1971-2000. En 2020, Météo-France publie une typologie des climats de la France métropolitaine dans laquelle la commune est exposée à un climat océanique altéré et est dans la région climatique Nord-est du bassin Parisien, caractérisée par un ensoleillement médiocre, une pluviométrie moyenne régulièrement répartie au cours de l'année et un hiver froid (3 °C).
Pour la période 1971-2000, la température annuelle moyenne est de 10 °C, avec  une amplitude thermique annuelle de 14,9 °C. Le cumul annuel moyen de précipitations est de 817 mm, avec 12,9 jours de précipitations en janvier et 9,4 jours en juillet. Pour la période 1991-2020 la température moyenne annuelle observée sur la station météorologique la plus proche, située sur la commune de Fontaine-lès-Vervins à 13 km à vol d'oiseau, est de 10,5 °C et le cumul annuel moyen de précipitations est de 826,3 mm,. Pour l'avenir, les paramètres climatiques de la commune estimés pour 2050 selon différents scénarios d'émission de gaz à effet de serre sont consultables sur un site dédié publié par Météo-France en novembre 2022.

## Urbanisme

### Typologie
Au 1er janvier 2024, Berlancourt est catégorisée commune rurale à habitat très dispersé, selon la nouvelle grille communale de densité à 7 niveaux définie par l'Insee en 2022.
Elle est située hors unité urbaine et hors attraction des villes,.

### Occupation des sols
L'occupation des sols de la commune, telle qu'elle ressort de la base de données européenne d'occupation biophysique des sols Corine Land Cover (CLC), est marquée par l'importance des territoires agricoles (95,1 % en 2018), une proportion identique à celle de 1990 (95,1 %). La répartition détaillée en 2018 est la suivante : 
terres arables (95,1 %), zones urbanisées (4,9 %).
L'évolution de l'occupation des sols de la commune et de ses infrastructures peut être observée sur les différentes représentations cartographiques du territoire : la carte de Cassini (XVIIIe siècle), la carte d'état-major (1820-1866) et les cartes ou photos aériennes de l'IGN pour la période actuelle (1950 à aujourd'hui).

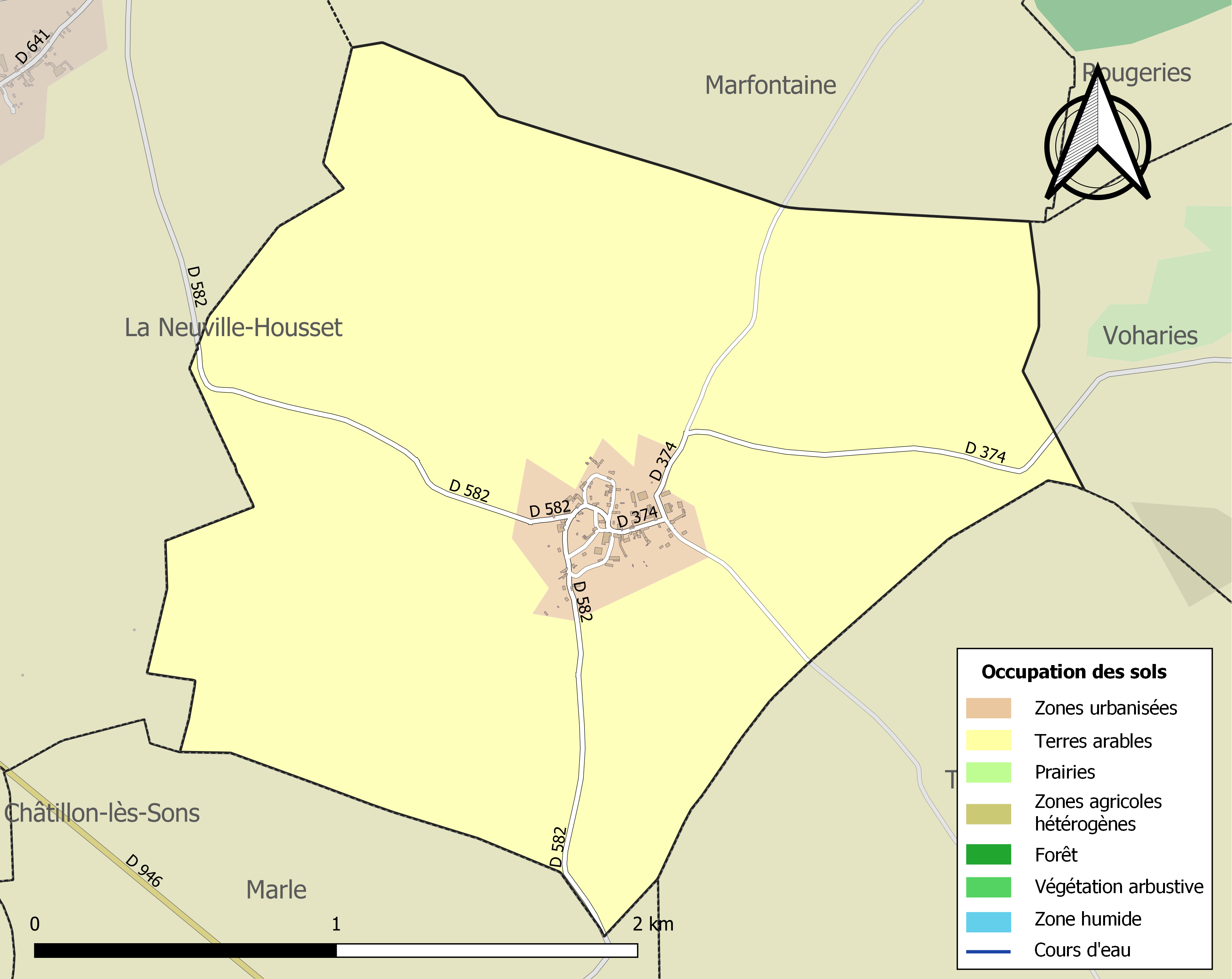
Carte des infrastructures et de l'occupation des sols de la commune en 2018 (CLC).

### Morphologie urbaine

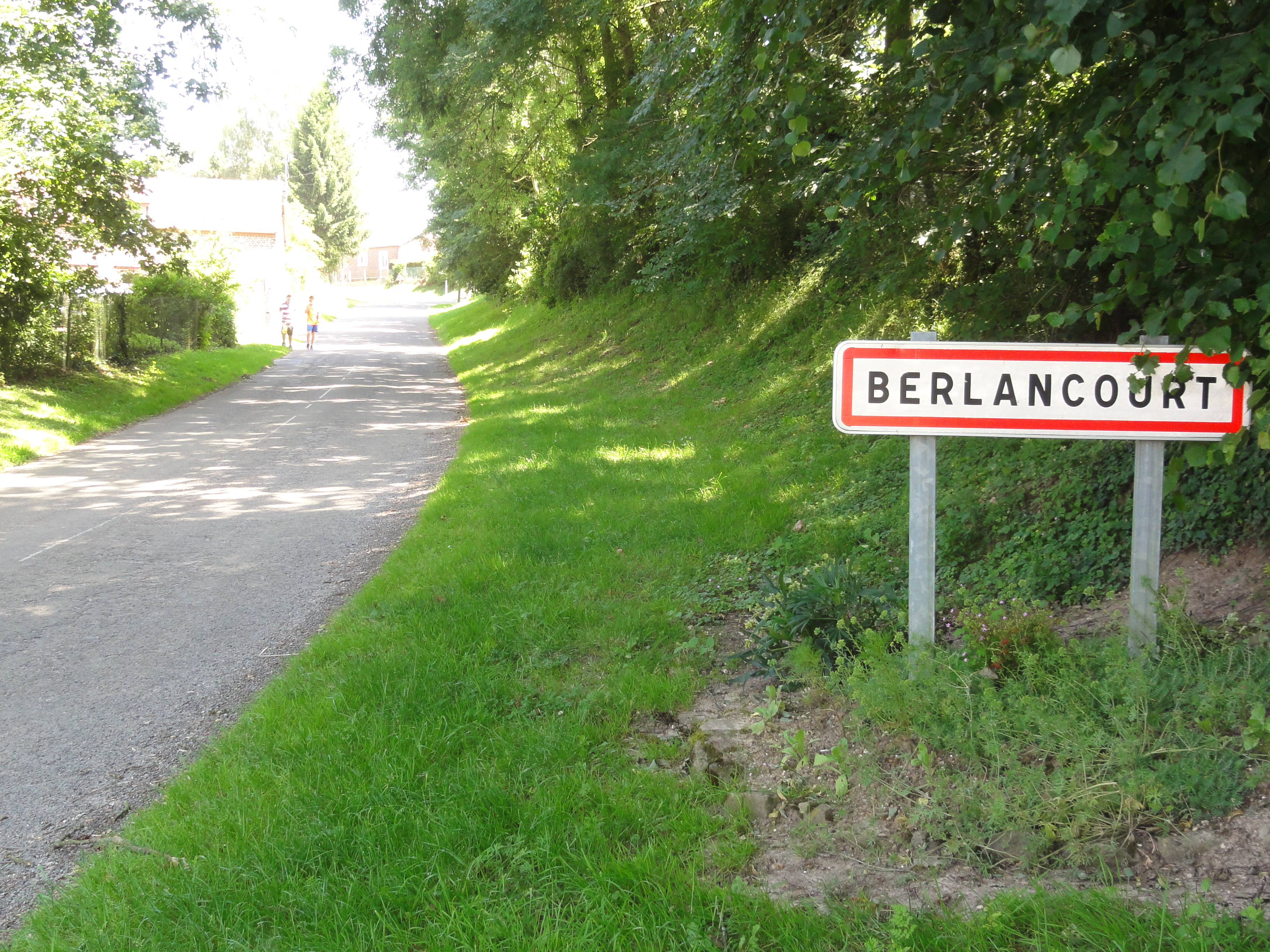
Entrée de Berlancourt.

L'ensemble des habitations est localisé dans le bourg. Le territoire de la commune ne compte ni lieu-dit ni hameau.
Le bourg compte huit rues : cinq commémorent une personne : rue Georges-Carlier ; rue Raoul-Dupont (ancien maire) ; rue Marie-Louise-Herbert ; rue Ernest-Paradis (mort pour la France) ; rue Georges-Rebouté (mort pour la France) ; les autres sont la rue du Chauffour (lieu où était situé l'ancien four commun, près de la « Côte du puits ») ; la rue Fauconnier (ancien cocher de Napoléon) et la rue du Tour-de-Ville (depuis 2000). La plupart des rues du village ont reçu leur nom en 1987.

### Logement
En 2012, le nombre total de logements dans la commune était de 40, alors qu'il était de 36 en 2007.
Parmi ces logements, 95,0 % étaient des résidences principales, 0,0 % des résidences secondaires et 5,0 % des logements vacants.

### Projets d'aménagement
En 2015, la commune recense des parcelles potentiellement constructibles en centre village.
La commune envisage, avec l'aide du syndicat mixte de l'Union des secteurs d'énergie du département de l'Aisne (USEDA), d'améliorer dans les années à venir son éclairage public et d'enfouir la majeure partie de ses réseaux électriques et téléphoniques.

## Toponymie
La mention Bellancurti, citée dans une charte de 1137 de l'évêque de Laon Barthélemy de Jur, est peut-être la plus ancienne. Le dictionnaire topographique de l'Aisne de 1871 cite d'autres formes anciennes, tirées d'actes divers : in territorio de Berlaincurt (1144), altare de Berleincurt (1171), Berlencurt (1195), Bellaincort (1244), Bellancourt (1460), Barlancourt (1544) et Beillencourt (1603).
Le toponymiste Ernest Nègre indique que le nom de la commune vient de Bertelannus, nom germanique, + cortem, curtis, ferme. Il existe également la variante orthographique Berlaincourt.
Une étymologie locale relie le nom au lieu où l'on viendrait jouer au brelan,.

## Histoire

### Préhistoire et Antiquité
Sur le territoire de la commune, des racloirs préhistoriques ont été trouvés. En travaillant la terre, des laboureurs ont parfois trouvé des monnaies gallo-romaines du IIIe siècle, dont les plus nombreuses sont à l'effigie de Gordien de Salonine. L'une d'elles porte l'effigie de Dioclétien. Des morceaux de sarcophages sont trouvés au lieu-dit les Longues Roies. Vers 1970, on a découvert un dépôt monétaire gallo-romain, contenant 8 deniers d'argent : un de Gordien III, 3 de Philippe l'Arabe, 2 de Valérien II, et 2 de Gallien.

### Moyen Âge
Le village appartenait au Haut Moyen Âge à l'abbaye Saint-Martin de Laon. Saint Martin est depuis cette date le saint patron de la commune. L'origine lointaine de l'église de Berlancourt se situe avant 1142, l'année où l'évêque Barthélemy souscrivit une charte sur la donation de l'autel de Berlancourt faite par les moines de Saint-Jean aux religieux de Thenailles.
Un seigneur Thomas de Bellancurti est mentionné dans la charte épiscopale de 1137, et Helvide de Berlaincourt dans celle de 1144. Les moines sont à l'origine au XIIe siècle du défrichement de la vallée de la Serre et du plateau où se trouve Berlancourt. Les moines avaient dans ce temps un avoué : Raoul Ier de Coucy advocatus noster in terra nostris de Riparia (notre avocat dans notre terre des rivières = la Serre). Raoul Ier en abuse pour prendre pouvoir comme coseigneur et c'est ainsi que Berlancourt se trouve dès la fin du XIe siècle dans la terre des sires de Coucy. Le lieu-dit la Haie de Berlancourt est mentionné dans un texte de 1187 ; c'était une terre inculte, concédée par Raoul Ier de Coucy à Thenailles.

### Temps modernes
L'historien régional Maximilien Melleville donne une liste de seigneurs laïcs de Berlancourt, dont Philibert d'Ailly en 1609 :
- 1163 : à Clarambaud I (ou Clérembaud, dans un acte de 1171[30]), puis en 1183 : à Clarambaud II.
- 1511 : à Raoul de Coucy, seigneur de Vervins et Berlancourt, un des descendants de Raoul Ier de Coucy.
- vers 1580 : Claude Demange (de Mange, lieutenant au bailliage de Laon), puis 1600 : Charles de Mange (également lieutenant au bailliage de Laon), dont la fille devient l'épouse du seigneur suivant :
- 1615 : à Antoine de Martigny, seigneur de Variscourt et de Berlancourt.

En novembre 1644, pendant la guerre de Trente Ans, Berlancourt est l'un des villages dans le Marlois pillés par les troupes espagnoles.
- 1650 : à Jean-François de Martigny, seigneur de Berlancourt (son frère Charles obtient la seigneurie de Variscourt) ; il a rang de lieutenant-général du bailliage de Laon.
- vers 1680 son fils Charles-Antoine de Martigny, seigneur de Berlancourt et de Variscourt.
- 1690 : à son petit-fils Jean-François de Martigny, qui est conseiller au bailliage et siège présidial de Laon. Une de ses filles est mariée à Jean-François de La Bretèche.
- 1735 : par ce mariage, la seigneurie de Berlancourt passe dans la famille de La Bretèche.

Au milieu du XVIIIe siècle, se produit une action de jurisprudence ecclésiastique. Au cours des siècles précédents, une chapelle dédiée à saint Nicolas était fondée dans l'église Saint-Sulpice de Berlancourt. Par la suite, cette fondation avait été transférée à une chapelle dans l'église voisine de Marfontaine. Quand en 1736 le sieur David, prêtre patron de la chapelle, vient de mourir, le seigneur de Marfontaine y nomme le sieur de France comme nouveau patron, et le seigneur de Berlancourt y nomme un autre, le sieur de Hedouville, soit deux chanoines de l'église cathédrale de Laon. Ils portent leur différend en 1737 devant la justice ecclésiastique. S'appuyant sur des anciens documents, Jean-François de la Bretèche prouve que jusqu'en 1722 et depuis 140 ans, le patronage de la chapelle et le droit de nomination appartenaient au seigneur de Berlancourt ; mais le marquis de Drosmenil, seigneur de Marfontaine, prouve qu'en 1722 il a nommé le sieur David et par ce fait a obtenu droit de nomination. La cour tranche en faveur du seigneur de Berlancourt pour la propriété du patronage, mais confirme la nomination du candidat du seigneur de Marfontaine avec le droit aux bénéfices du patronage,.
Après la famille de La Bretèche, le marquis de Noailles devient le dernier seigneur de Marfontaine et Berlancourt.

### Révolution française et Empire
En 1789, lors de la Révolution française, Jean-Charles Remy et Joseph Ancelot, laboureurs à Berlancourt, sont députés à l'Assemblée du 13 mars 1789 à Laon. En 1790, Ancelot de Berlancourt (ainsi que son homonyme Ancelot de la Fère) est élu parmi les premiers administrateurs du département de l'Aisne qui va être créé ; il y sera membre du sixième comité, le Comité des Rapports, comprenant l'administration du département, des districts et des municipalités.

### Époque contemporaine
Après la Révolution de 1830, la commune se voit dans l'obligation de créer en 1831 une compagnie de la Garde nationale, qui par la suite n'a pas laissé de traces dans les archives.
Pendant la guerre de 1870-1871, Berlancourt souffre de quelques dégâts mais surtout des réquisitions allemandes. La commune, qui n'a pas de ressources en propre, s'en sort avec un emprunt, une hausse d'impositions ordinaires et extraordinaires, et des subventions supplémentaires pendant les années après-guerre.
Berlancourt souffre davantage au cours de la Première Guerre mondiale. Le village est occupé militairement. La Kommandantur est installée au 10, rue Ernest-Paradis, domicile en 2015 de Mme Torre-Paradis. La commune sera décorée en 1923 de la Croix de guerre 1914-1918.

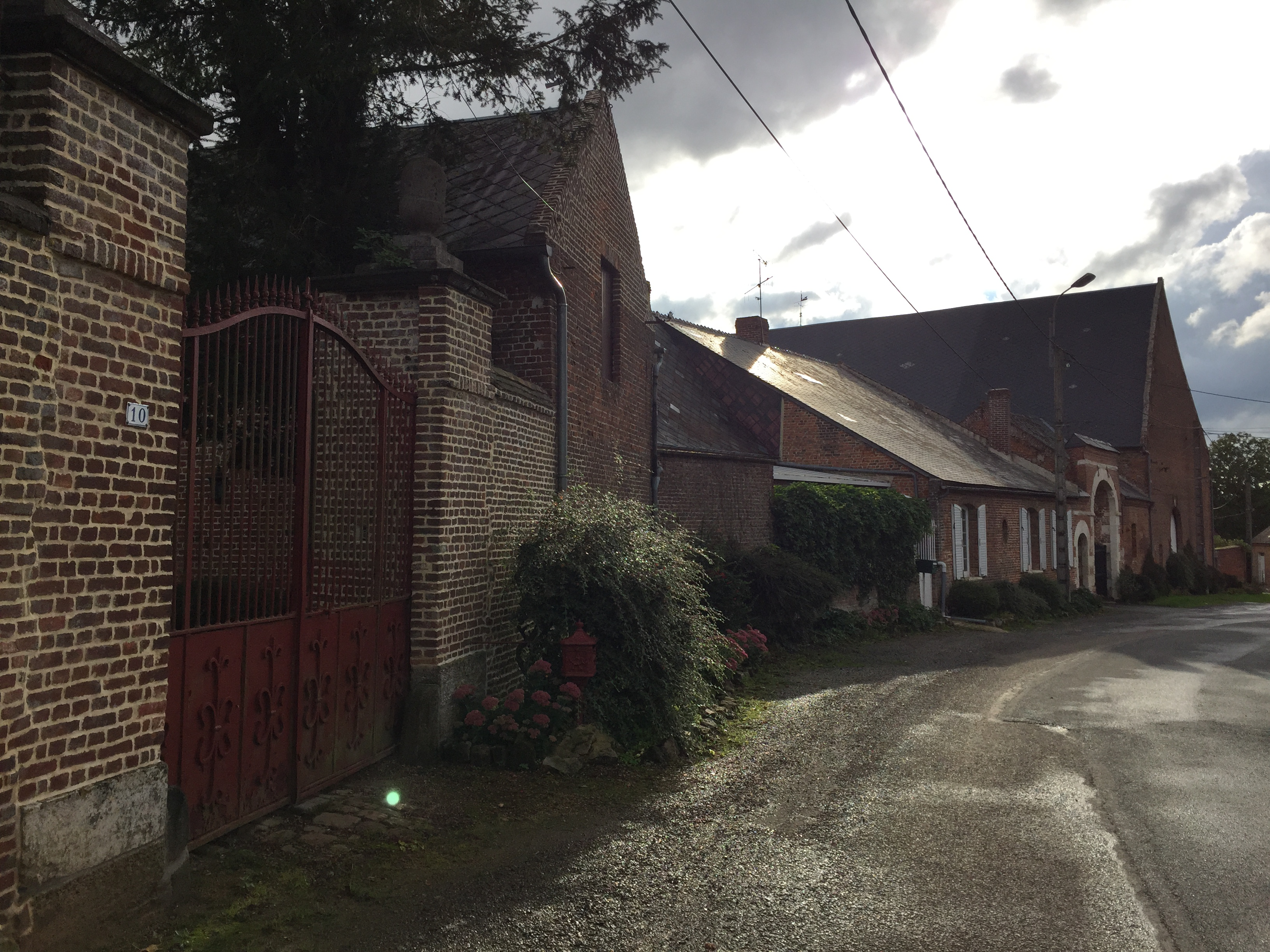
10, Rue Ernest-Paradis, où la Kommandantur était installée.
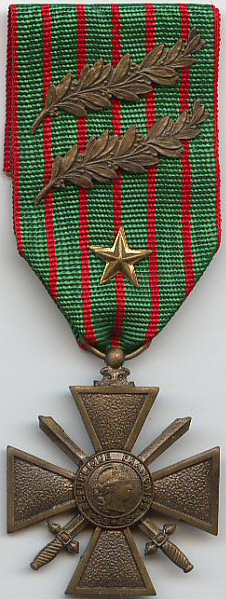
Croix de Guerre 1914-1918.

## Politique et administration

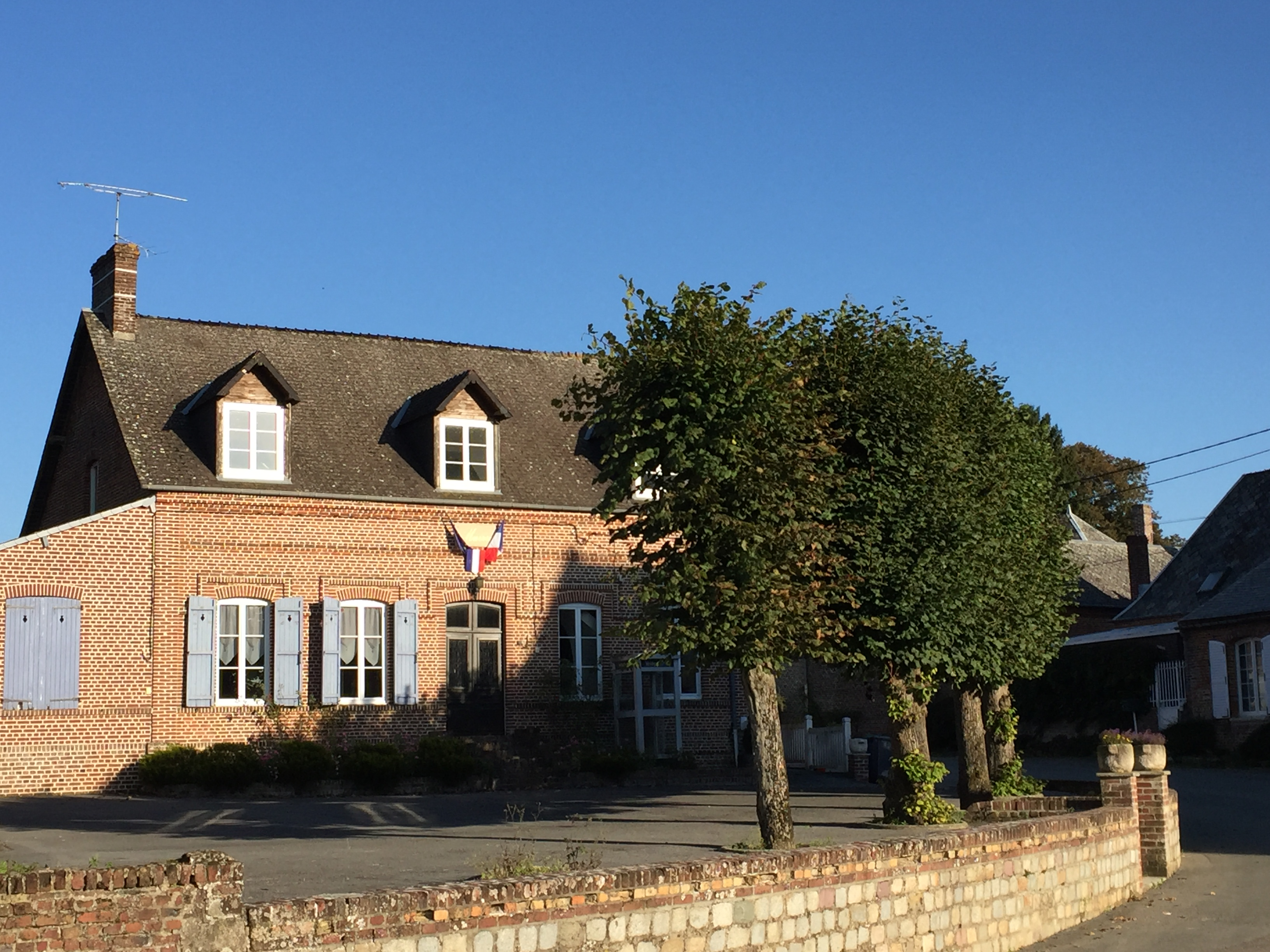
La mairie.

### Administration municipale
Le nombre d'habitants au dernier recensement étant compris entre 100 et 499, le nombre de membres du conseil municipal est de 11.

### Répartitions administratives et électorales
Sur le plan administratif, Berlancourt fait partie de l'arrondissement de Vervins et avant la réforme territoriale de 2014 faisait partie du canton de Sains-Richaumont, appelé canton de Sains jusqu'en 1883. Berlancourt fait partie de la communauté de communes de la Thiérache du Centre, créée le 31 décembre 1992, et qui regroupe 68 communes. Ceci a comme effet que le conseil municipal doit se concerter avec ceux de nombreuses communes, sans compter les onze communes du regroupement scolaire de Sains-Richaumont. Soucieux des droits des petites communes, Philippe Torre, maire de Berlancourt et avocat, a fait insérer en juillet 2015 dans la Loi portant nouvelle organisation territoriale de la République (Loi NOTRe) l'obligation des communautés de communes d'informer les élus des villages sur les sujets à voter plus en détail plusieurs jours avant les votes.
Sur le plan électoral, Berlancourt est l'une des 181 communes de la troisième circonscription de l'Aisne et depuis le redécoupage cantonal de 2014, l'une des 65 communes du canton de Marle.

## Population et société

### Démographie
L'évolution du nombre d'habitants est connue à travers les recensements de la population effectués dans la commune depuis 1793. Pour les communes de moins de 10 000 habitants, une enquête de recensement portant sur toute la population est réalisée tous les cinq ans, les populations de référence des années intermédiaires étant quant à elles estimées par interpolation ou extrapolation. Pour la commune, le premier recensement exhaustif entrant dans le cadre du nouveau dispositif a été réalisé en 2004.

En 2022, la commune comptait 81 habitants, en évolution de −28,32 % par rapport à 2016 (Aisne : −1,97 %, France hors Mayotte : +2,11 %).
| 1793 | 1800 | 1806 | 1821 | 1831 | 1836 | 1841 | 1846 | 1851 |
| ---- | ---- | ---- | ---- | ---- | ---- | ---- | ---- | ---- |
| 154  | 190  | 174  | 227  | 247  | 238  | 243  | 241  | 240  |

| 1856 | 1861 | 1866 | 1872 | 1876 | 1881 | 1886 | 1891 | 1896 |
| ---- | ---- | ---- | ---- | ---- | ---- | ---- | ---- | ---- |
| 237  | 234  | 221  | 228  | 237  | 207  | 207  | 170  | 185  |

| 1901 | 1906 | 1911 | 1921 | 1926 | 1931 | 1936 | 1946 | 1954 |
| ---- | ---- | ---- | ---- | ---- | ---- | ---- | ---- | ---- |
| 195  | 176  | 158  | 158  | 147  | 144  | 140  | 152  | 136  |

| 1962 | 1968 | 1975 | 1982 | 1990 | 1999 | 2004 | 2006 | 2009 |
| ---- | ---- | ---- | ---- | ---- | ---- | ---- | ---- | ---- |
| 112  | 122  | 120  | 117  | 112  | 93   | 96   | 87   | 103  |

| 2014 | 2019 | 2022 | - | - | - | - | - | - |
| ---- | ---- | ---- | - | - | - | - | - | - |
| 110  | 88   | 81   | - | - | - | - | - | - |

### Enseignement

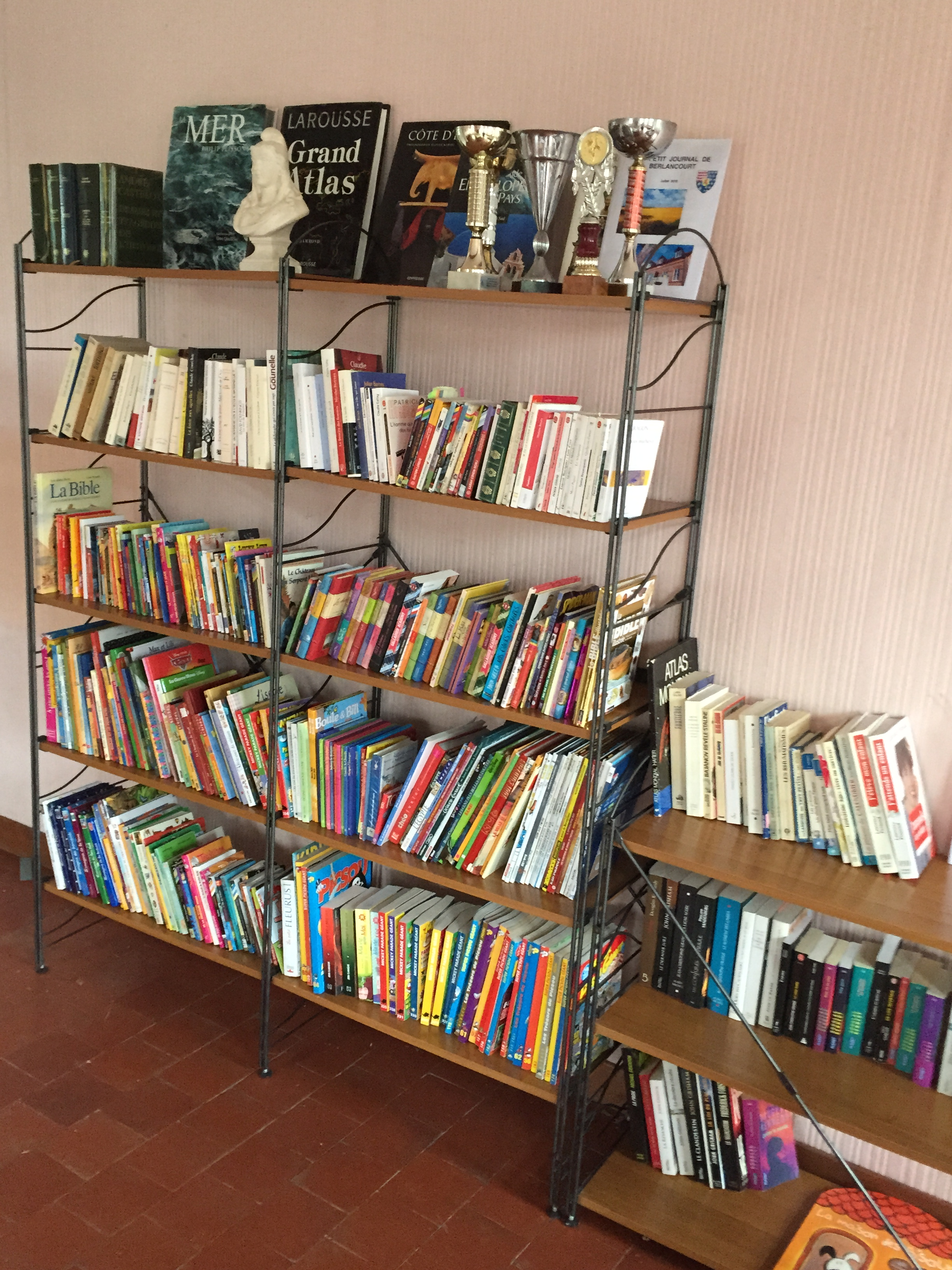
Coin bibliothèque enfantine.

Berlancourt ne possède plus d'école. La commune participe au syndicat scolaire de Sains-Richaumont. La commune possède un coin bibliothèque enfantine.
Autrefois Berlancourt avait une école primaire qui semble n'avoir eu qu'une seule classe. La première mention d'un instituteur primaire et clair laïc date de 1832 : il était obligé de sonner les angélus, le matin, à midi, et le soir, de montrer le calcul ancien et nouveau à ses élèves… et …de tenir les écoles de la Saint-Rémy à la Saint-Jean pourvu qu'il y ait dix écoliers.
La Loi Duruy du 10 avril 1867 sur l'enseignement primaire, qui prévoit aussi des cours d'adultes, ouvre à la commune la possibilité d'améliorer l'enseignement. En 1872, malgré le petit nombre d'habitants, des fonds sont libérés et une directrice des travaux à l'aiguille et un directeur de cours d'adultes sont installés ; en 1875-1876 une nouvelle maison d'école est construite : une école mixte. Le dernier instituteur était M. Rolland, année 1959-1960.

### Manifestations culturelles et festivités
Chaque année les habitants du village se réunissent pour les fêtes nationales des 14 juillet et 11 novembre, le Noël des enfants en décembre, les vœux du maire et la galette des Rois en janvier ainsi que pour deux ou trois repas par an.
Ces manifestations sont organisées par l'Amicale des loisirs de Berlancourt.

### Cultes

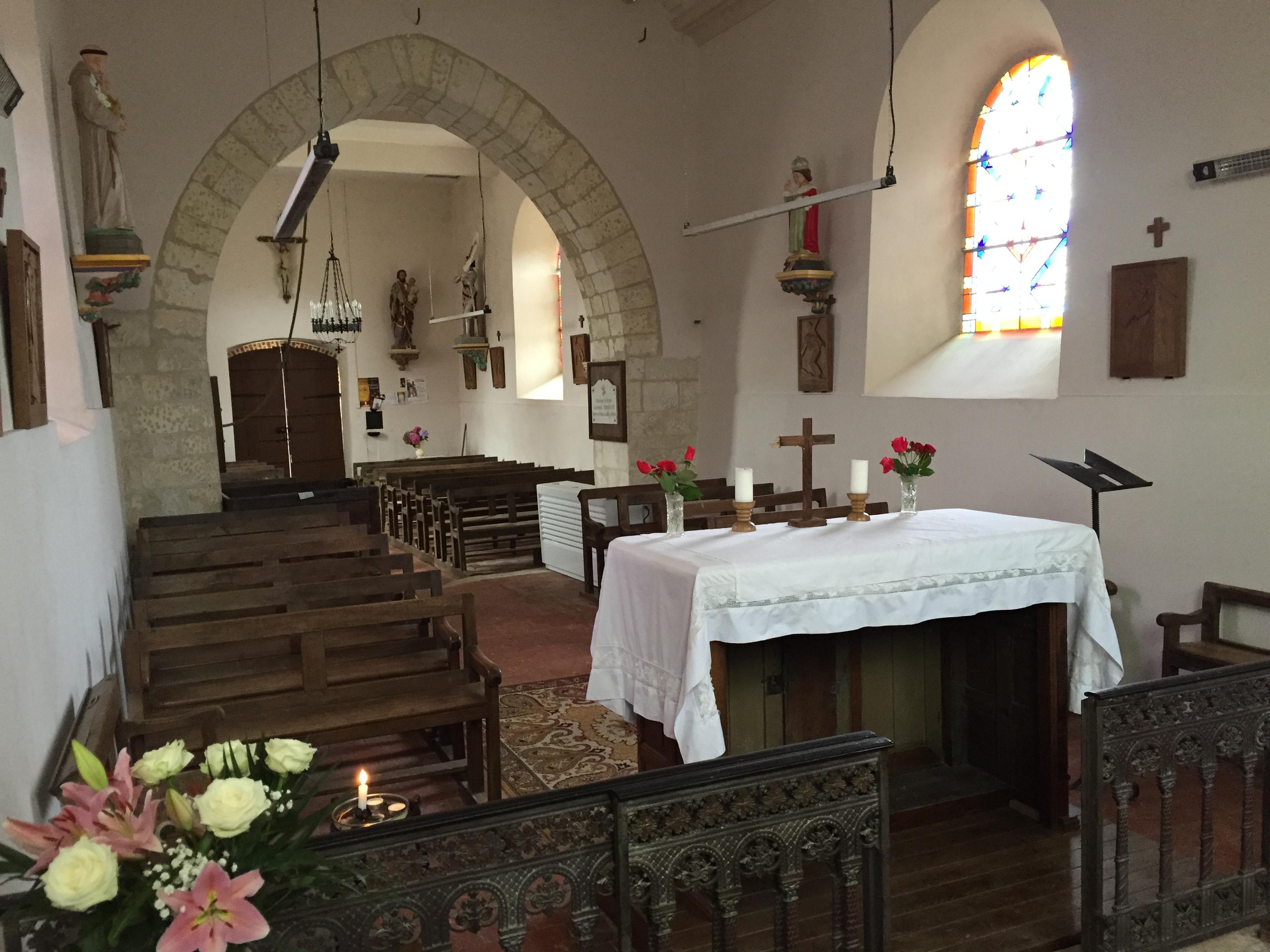
Intérieur de l'église Saint-Sulpice, l'autel vis-à-vis du nef.

Le territoire de la commune de Berlancourt  fait partie de la paroisse catholique « Notre Dame du Marlois » dans le secteur paroissial de « Laon Nord et Est » du diocèse de Soissons - Laon - Saint-Quentin. Le lieu de culte est l'église Saint-Sulpice de Berlancourt. L'église est ouverte et fleurie quotidiennement ; l'Angélus y est sonné chaque midi et des veillées de prière y sont organisées régulièrement.

## Économie

### Emploi
En 2012, la population, âgée de 15 à 64 ans, s'élevait à 60 personnes, parmi lesquelles on comptait 74,1 % d'actifs dont 67,6 % ayant un emploi et 6,4 % de chômeurs.
On comptait 10 emplois dans la zone d'emploi, contre 6 en 2007. Le nombre d'actifs ayant un emploi résidant dans la zone d'emploi étant de 40, l'indicateur de concentration d'emploi est de 24,3 %, ce qui signifie que la zone d'emploi offre seulement un emploi pour quatre habitants actifs.

### Entreprises et commerces

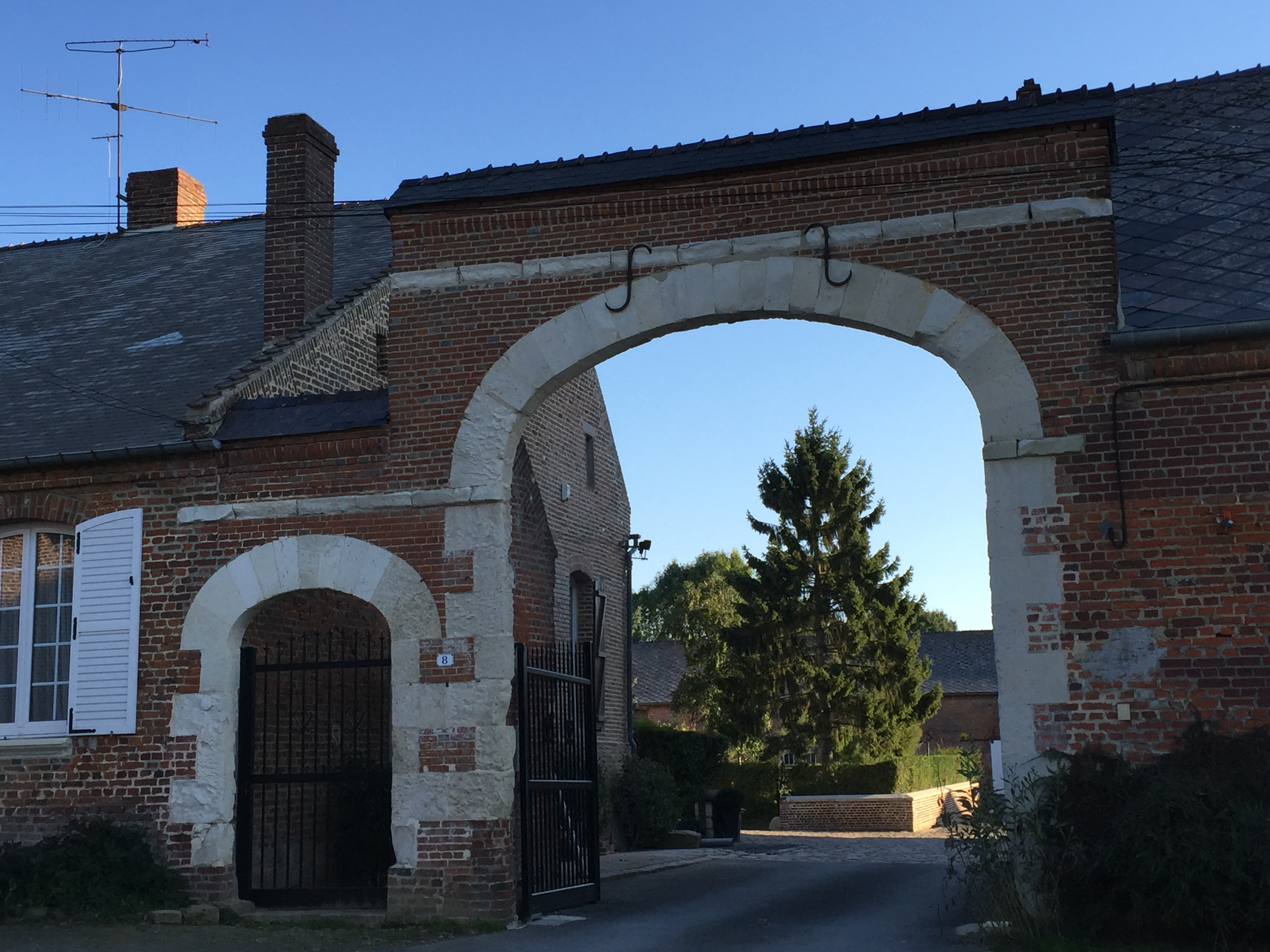
Porche de ferme, rue Ernest-Paradis.

Au 31 décembre 2012, Berlancourt comptait 10 établissements : 2 dans l'agriculture-sylviculture-pêche, 0 dans l'industrie, 0 dans la construction, 6 dans le commerce-transports-services divers, 2 étaient relatifs au secteur administratif, et aucun dans l'industrie, ni dans la construction.
Berlancourt est une commune rurale qui appartient à la zone d'emploi de Laon. La chambre d'agriculture est à Laon et la chambre de commerce et d'industrie à Saint-Quentin.
En 2014-2015, le parc éolien des Quatre Bornes de neuf éoliennes est en cours de construction sur les territoires des communes de La Neuville-Housset, Marle et Sons-et-Ronchères et un projet de parc éolien de Champcourt de six éoliennes sur les territoires des trois communes de Châtillon-lès-Sons, Berlancourt et Marle est au stade de l'enquête publique. Ce projet permettra d'après le maire d'équilibrer le budget communal.

## Culture locale et patrimoine

### Lieux et monuments

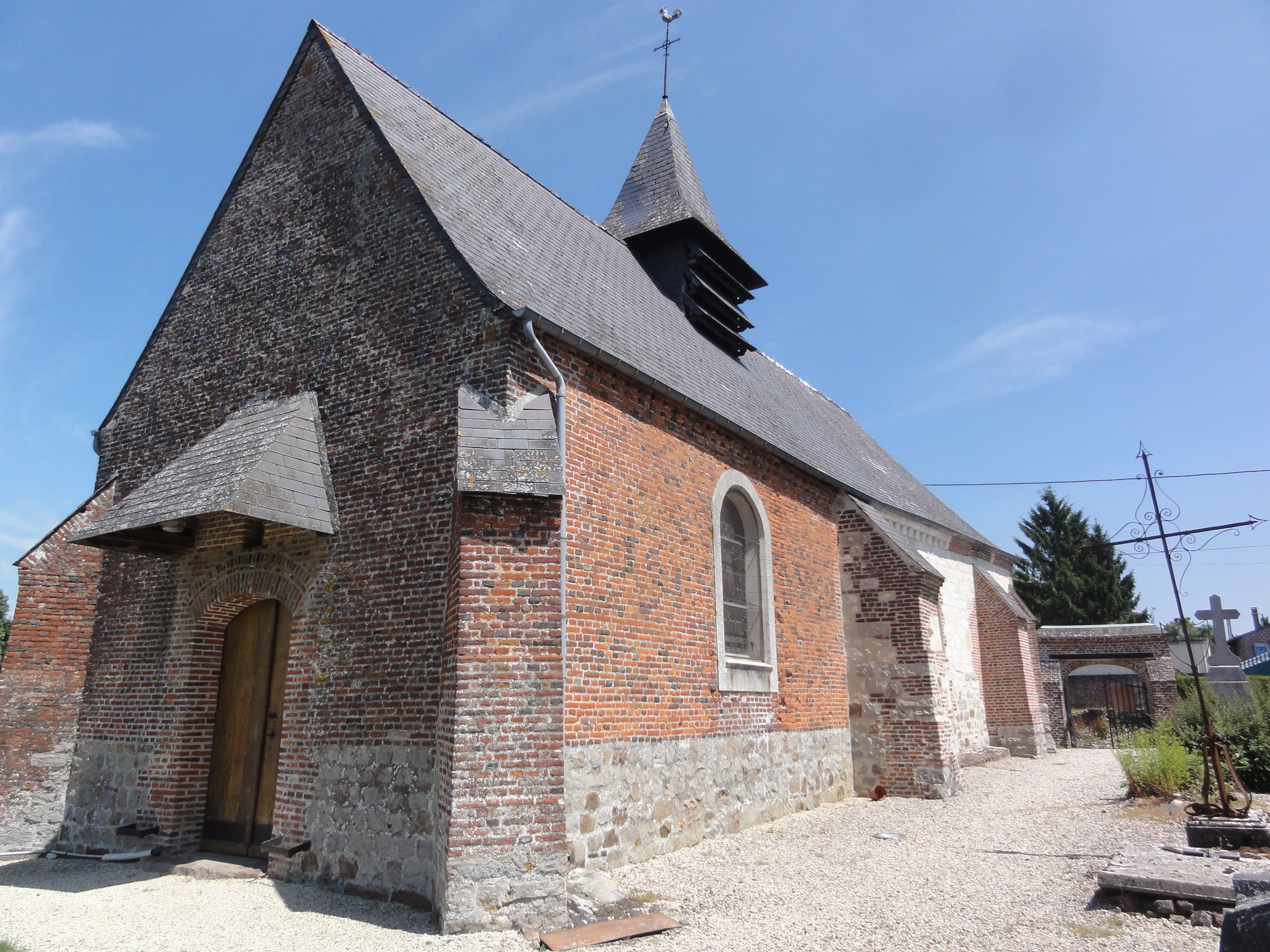
L'église Saint-Sulpice.

- La commune ne compte ni monument, ni objet répertorié à l'inventaire des monuments historiques[58],[59] et aucun lieu, monument ou objet répertorié à l'inventaire général du patrimoine culturel[60],[61].
- L'église Saint-Sulpice a été construite en deux fois. Le chœur avec sa voûte quadripartite au XIIe siècle. En 1773 la nef fut allongée de vingt pieds. L'autel et le tabernacle sont de style néogothique. Le chemin de croix en chêne sculpté est remarquable. L'église et ses vitraux ont été rénovés dans les années 2000.
- On remarque plusieurs statues de saints. En haut de la rue Ernest-Paradis, une statuette de sainte Thérèse de l'Enfant-Jésus et de la Sainte Face. En face, dans l'ancien presbytère, une reproduction de la grotte de Massabielle à Lourdes.

### Personnalités liées à la commune
Au cimetière, la tombe du lieutenant Ernest(-Louis) Paradis, mort pour la France le 17 avril 1917 sur le Mont Cornillet (Moronvilliers), le premier jour de la bataille des monts de Champagne. Une plaque dans l'église ainsi qu'un calvaire dans le village, monument aux morts 1914-1918, en rappelle le souvenir. Un autre mémorial en son honneur est un vitrail dans l'église, don de la famille Paradis-Delmotte, peint par Charles Champigneule en 1926.

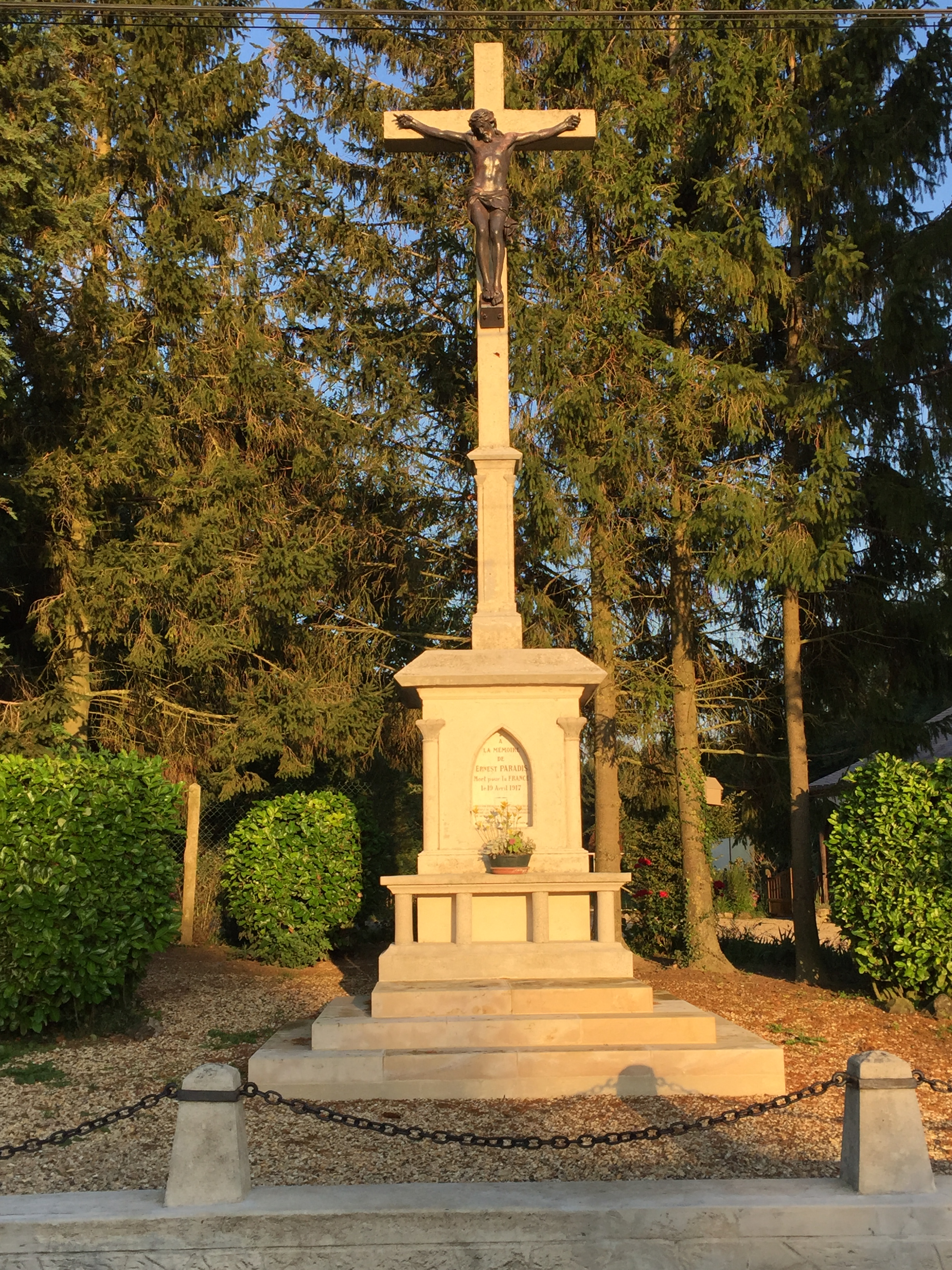
Calvaire commémoratif Ernest Paradis.
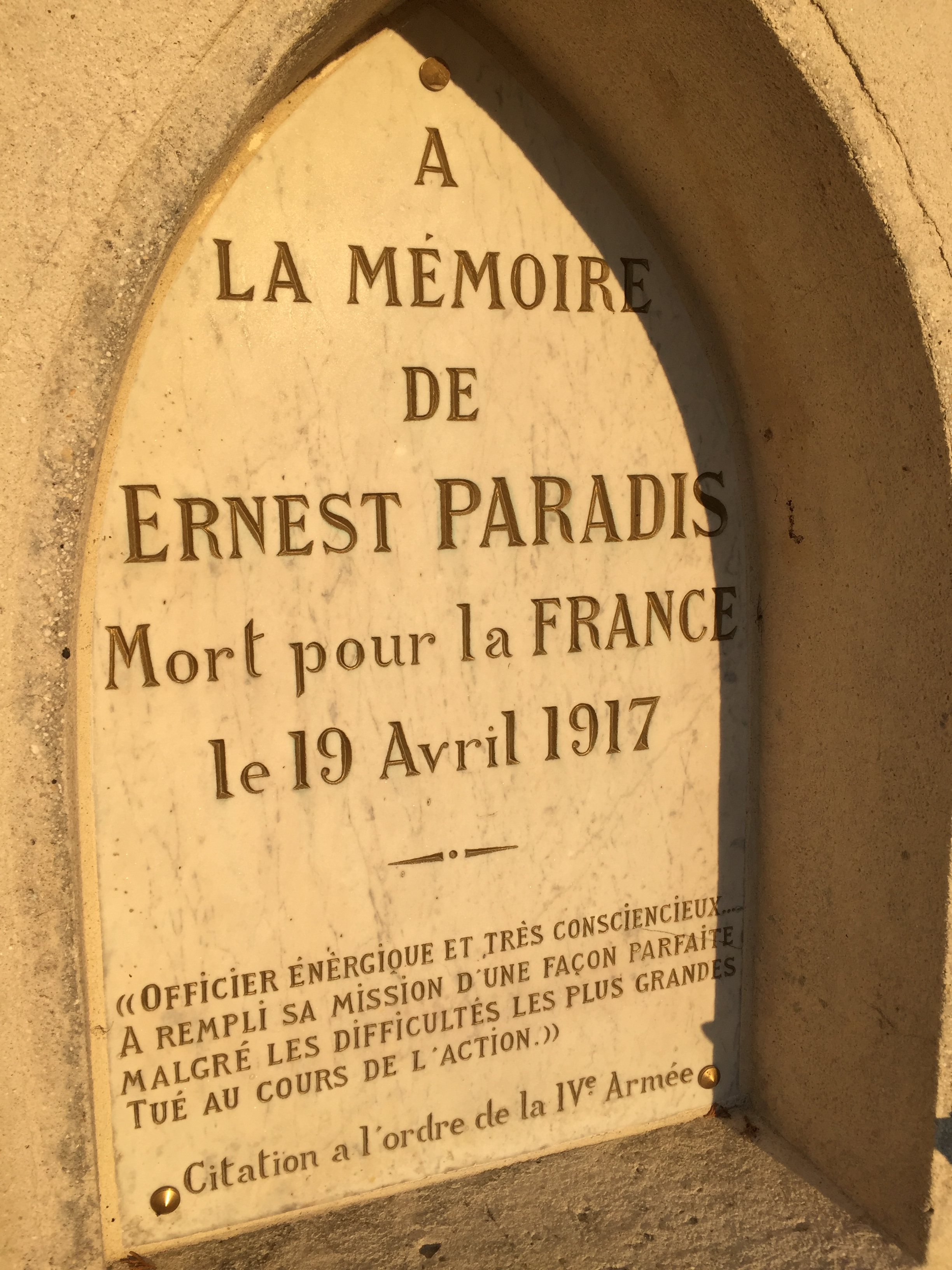
Plaque du calvaire commémoratif Ernest Paradis.
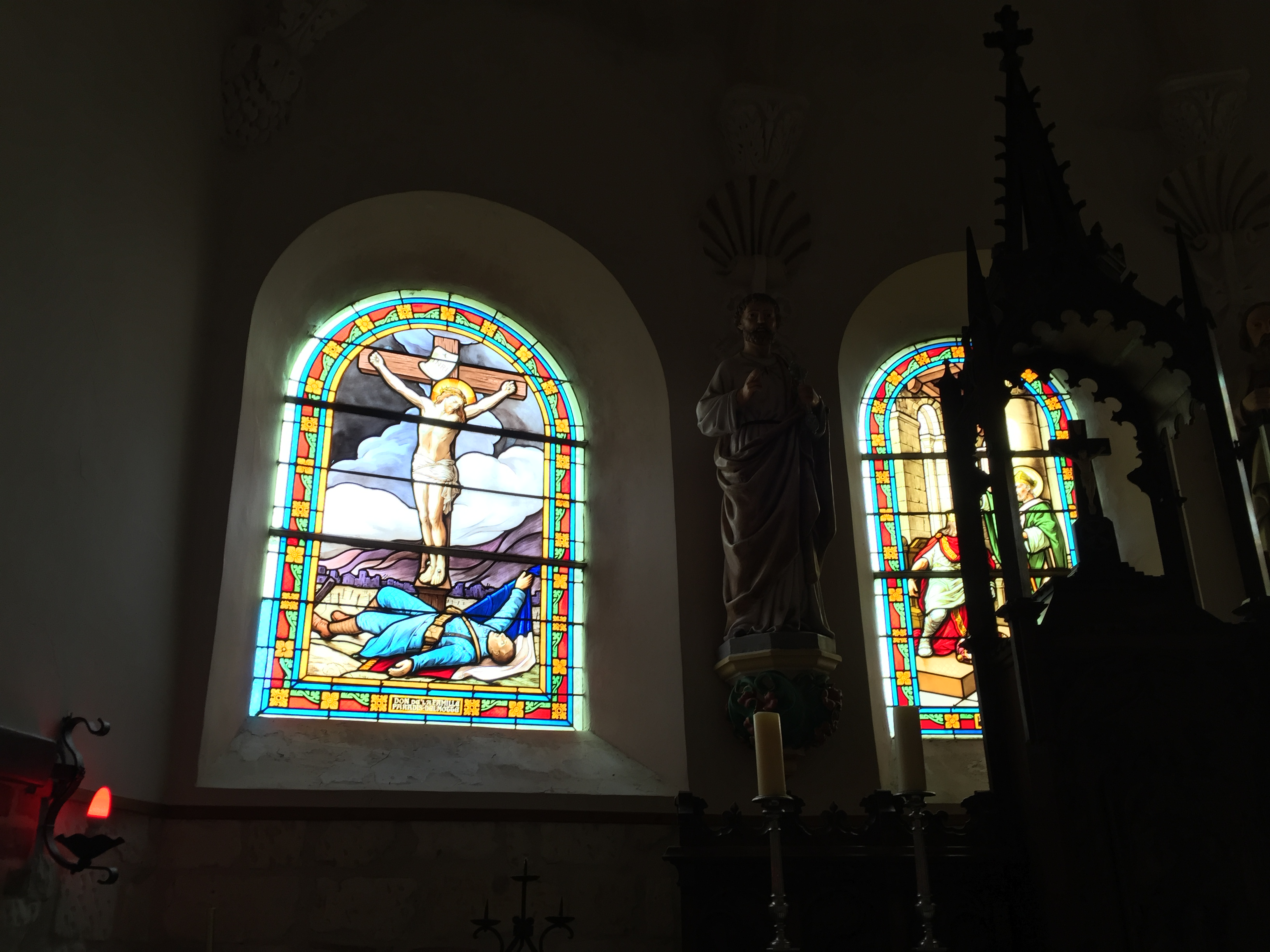
Vitrail commémoratif Ernest Paradis peint par Charles Champigneule en 1926.
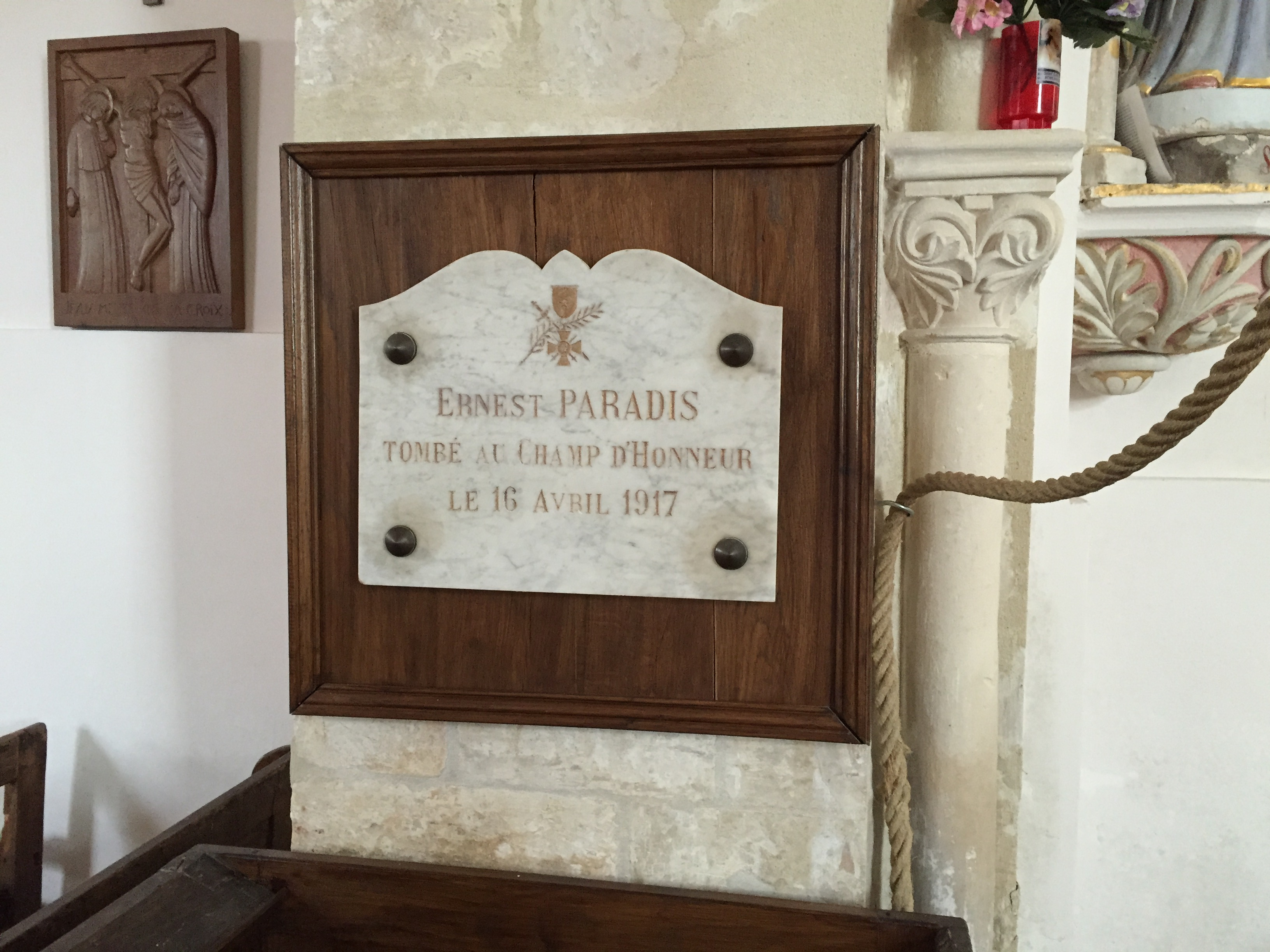
Plaque commémorative Ernest Paradis dans l'église.

Une autre plaque dans l'église commémore Georges(-Raymond) Rebouté, disparu en mer le 8 mai 1940. Il était second maître mécanicien sur le sous-marin Doris, torpillé par le U-9 devant la côte de la province néerlandaise de Zélande.
Au XXe siècle, Jehan Paradis, maire du village pendant près de 40 ans, a marqué le territoire de ses actions, dont la création du Syndicat des eaux intercommunal de Marfontaine, qui permit d'apporter l'eau courante à Berlancourt et dans onze communes. Une plaque commémorative en témoigne au château d'eau de Marfontaine.

### Héraldique

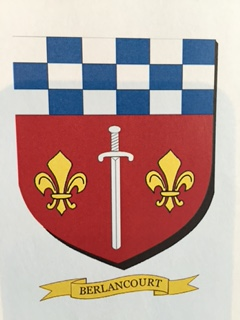
Le dessin tel qu'adopté par le conseil municipal le 16 octobre 2015.

| Armes de Berlancourt | Les armes de Berlancourt se blasonnent ainsi : De gueules à l'épée basse d'argent accostée de deux fleurs de lys d'or, au chef échiqueté d'argent et d'azur de trois tires. Le blason de la commune, conçu et réalisé par Jean-François Binon et adopté en conseil municipal le 16 octobre 2015, reprend le blason de la famille d'Ailly dont Berlancourt a été le fief, et ajoute sur le champ les fleurs de lys de l'abbaye de Saint-Martin de Laon dont dépendait le village au Moyen Âge, ainsi que l'épée de saint Martin. |

## Pour approfondir